# Данилово (Ленинградская область)
Данилово — деревня в Старопольском сельском поселении Сланцевского района Ленинградской области.

## История
Впервые упоминается в писцовых книгах Шелонской пятины 1498 года, как деревня Данилово (деревня Данилова у болота Даниловского, к северу от озера Самро) в Сумерском погосте Новгородского уезда.
Деревня Данилова упоминается на карте Санкт-Петербургской губернии Ф. Ф. Шуберта 1834 года.

ДАНИЛОВО — деревня принадлежит господам Таировым, число жителей по ревизии: 61 м. п., 78 ж. п. (1838 год)

ДАНИЛОВА — деревня госпожи Ольдекон, по просёлочной дороге, число дворов — 20, число душ — 57 м. п. (1856 год)

В XIX — начале XX века деревня административно относилась к Ложголовской волости 2-го земского участка 1-го стана Гдовского уезда Санкт-Петербургской губернии.
Согласно Памятной книжке Санкт-Петербургской губернии 1905 года деревня образовывала Даниловское сельское общество.
С марта 1917 года деревня находилась в составе Ложголовской волости Гдовского уезда.

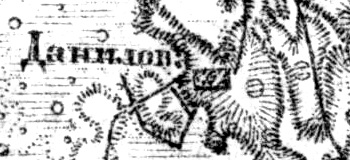
Деревня Данилово на карте 1919 года

Согласно карте Петроградской и Эстляндской губерний издания 1919 года деревня называлась Данилова.
С марта 1922 года, в составе Овсищенского сельсовета Кингисеппского уезда.
С августа 1927 года, в составе Осьминского района.
С ноября 1928 года, в составе Лососкинского сельсовета. В 1928 году население деревни составляло 165 человек.
По данным 1933 года деревня Данилово входила в состав Лососкинского сельсовета Осьминского района.
С 1 августа 1941 года по 31 января 1944 года германская оккупация.
С 1961 года в составе Сланцевского района.
С 1963 года в составе Кингисеппского района.
По состоянию на 1 августа 1965 года деревня Данилово входила в состав Ложголовского сельсовета Кингисеппского района. С ноября 1965 года, вновь в составе Сланцевского района. В 1965 году население деревни составляло 20 человек.
По данным 1973 года деревня Данилово входила в состав Ложголовского сельсовета.
По данным 1990 года деревня Данилово входила в состав Старопольского сельсовета.
В 1997 году в деревне Данилово Старопольской волости проживали 3 человека, в 2002 году — 10 человек (русские — 90 %).
В 2007 и 2010 годах в деревне Данилово Старопольского СП вновь проживали 3 человека.

## География
Деревня расположена в северо-восточной части района на автодороге 41К-161 (Ликовское — Данилово — Овсище).
Расстояние до административного центра поселения — 14 км.
Расстояние до ближайшей железнодорожной станции Веймарн — 44 км.
К западу от деревни находится Даниловское болото.

## Демография
| 2007 | 2010 | 2017 |
| ---- | ---- | ---- |
| 3    | →3   | ↘2   |